# Teucrium chardonianum
Teucrium chardonianum là một loài thực vật có hoa trong họ Hoa môi. Loài này được Maire & Wilczek miêu tả khoa học đầu tiên năm 1935.